# Небезпечна жінка
«Небезпечна жінка» (англ. Rare Beasts, букв. «Рідкісні звірі») — британській фільм 2019 року, психологічна романтична драма, знята режисеркою-дебютанткою Біллі Пайпер за власним сценарієм. У головних ролях знялися сама Біллі Пайпер, а також Лілі Джеймс, Девід Тьюліс, Лео Білл, Керрі Фокс і Тобі Вулф. Фільм розповідає про бунтівну мати-одиначку, яка закохується в патріархального чоловіка.
Прем'єра фільму відбулася на Венеційському кінофестивалі 31 серпня 2019 року, а згодом він вийшов у кінотеатрах та в цифровому форматі, 21 травня 2021 року, у Великій Британії.

## Акторський склад
| Актор                 | Роль     |
| --------------------- | -------- |
| Біллі Пайпер          | Менді    |
| Лео Білл              | Піт      |
| Девід Тьюліс          | Вік      |
| Лілі Джеймс           | Крессіда |
| Керрі Фокс            | Меріон   |
| Тобі Вулф             | Ларч     |
| Джонджо О'Ніл         | Дугі     |
| Антонія Кемпбелл-Г'юз | Кеті     |
| Монсеррат Ломбард     | Вел      |
| Мерая Ґейл            | Ванесса  |
| Майкл Елвін           | Берті    |

## Виробництво
У травні 2018 року було оголошено, що Біллі Пайпер напише сценарій, стане режисеркою та зіграє головну роль у фільмі. У вересні 2018 року було оголошено, що основні зйомки розпочалися, а до акторського складу приєдналися Девід Тьюліс, Лео Білл і Керрі Фокс. Зйомки проходили в Лондоні, а також у місті Льорет-де-Мар в іспанській Каталонії.

## Реліз
Світова прем'єра фільму «Небезпечна жінка» відбулася на Венеційському кінофестивалі 31 серпня 2019 року. У жовтні 2019 року фільм показали на Лондонському кінофестивалі та кінофестивалі в Керрі (Ірландія). Прем'єра фільму в Північній Америці мала відбутися в рамках South by Southwest (Остін, Техас) у березні 2020 року, однак фестиваль скасовано через пандемію COVID-19.
У лютому 2021 року випущено перший офіційний трейлер фільму, а дистриб'ютор Republic Film Distribution призначив його вихід у кінотеатрах у Великій Британії на 7 травня 2021 року. Пізніше дату виходу фільму було перенесено на 21 травня 2021 року через карантин. З 17 травня в Англії, Шотландії та Уельсі було знято обмеження на відвідування кінотеатри і фільм вийшов обмеженим прокатом у 30 кінотеатрах по всій Великій Британії та одночасно став доступний для покупки та трансляції на Amazon Prime Video та Google Play Store.

## Сприйняття
На вебсайті-агрегаторі оглядів Rotten Tomatoes рейтинг фільму складає 71 % на основі відгуків 51 критика, середня оцінка складає 6,1/10. Консенсус критиків стверджує: «Надзвичайно сміливого режисерського бачення Біллі Пайпер недостатньо, щоб протистояти поверховому трактуванню вагомих тем фільму».

## Нагороди
- 2020 рік — номінація на Міжнародну премію «Дебют» імені Інгмара Бергмана на Гетеборзькому кінофестивалі[20]
- 2020 рік — номінація на Премію Адама Яуха Гернбловера на кінофестивалі SXSW[20]
- 2022 рік — три номінації Біллі Пайпер на Національну кінопремію Великої Британії (найкраща жіноча роль, видатна продуктивність, найкращий режисер)[21].